# 内梅克内
内梅克内（西班牙語：Nemequene，意为“豹骨”或“豹的力量”；—1514年），又称内梅格内（Nemeguene），哥伦比亚原住民政权穆伊斯卡联盟之统治者，1490年至1514年在位。内梅克内统治穆伊斯卡联盟南部地区，头衔为西帕（zipa）。

## 生平

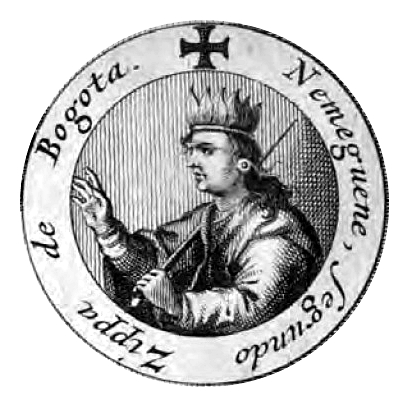
1688年画像

内梅克内在1490年继承西帕之位。先前的西帕萨瓜曼奇卡在和北方的统治者交战时，和北方的萨克米楚阿双双阵亡。内梅克内即位之初意图继续同北方作战，但西方的潘切人也威胁到他的统治。内梅克内于是命王储蒂斯克苏萨指挥军队对抗潘切人，后者成功将之击退。内梅克内的征服活动十分成功，他率军击败了瓜塔维塔的酋长，吞并了烏瓦克、烏瓦特、苏萨和富克內。
内梅克内在统治末期再度同北方的萨克开战；北方当时在位的萨克克穆恩查托查得到加梅薩、伊拉卡、通达马和萨奇卡等地酋长的协助。内梅克内在阿罗约-德拉斯布埃尔塔（Arroyo de las Vueltas）战役中，在本方行将胜利前夕被北军弓兵射中，五日后因伤离世。蒂斯克苏萨即位，继续同北军作战。蒂斯克苏萨在位期间，西班牙人到达昆迪博亚卡高原，最终将穆伊斯卡人征服；蒂斯克苏萨死于西军刺伤。

### 内梅克内法典
为建立秩序、纪律和权威，内梅克内在位期间颁布了极为残酷的内梅克内法典。其中的条文以穆伊斯卡人的传统习俗为基础，强占财产、谋反、近亲性交、强奸和鸡奸被定为有罪，将遭到酷刑。还有条文提出道德规范，如“不要撒谎”“不要偷懒”等。按照内梅克内法典，未婚的罪犯一律判处死刑；若犯人已婚，他的妻子将会被迫与两名男子同居。盗窃犯将会被燃烧的棍棒刺死；违约负债者将被禁止生火。作战胆怯的士兵将被罚化装成女性，从事女性的工作。平民被禁止穿戴昂贵的衣服和珠宝。若妻子在劳作时死亡，丈夫将不能再婚，而要供养其家庭作为补偿。
17世纪西班牙主教卢卡斯·费尔南德斯·德皮耶德拉伊塔（Lucas Fernández de Piedrahita）关于内梅克内法典中的乱伦罪行描述道：“若一位男子同母亲、女儿、姐妹、侄女发生乱伦，他将被扔到一处填有水和大量昆虫的窄坑中，以厚板堵住坑口。罪犯因而惨死。”

## 后世影响
- 哥伦比亚城镇內莫孔之名来源于内梅克内。在穆伊斯卡时代，内莫孔是重要的盐矿矿场[5]。

### 书目
- Espejo Olaya, Maria Bernarda. 1999. Notas sobre toponimia en algunas coplas colombianas  - Notes about toponomy of some Colombian ballads - Thesaurus, 1102-1157. Tomo LIV, Núm. 3.;  Accessed 2016-07-08.